# Díxids

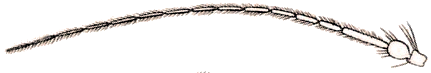
Antena de Dixa nebulosa

Nervadura alar d'un díxid

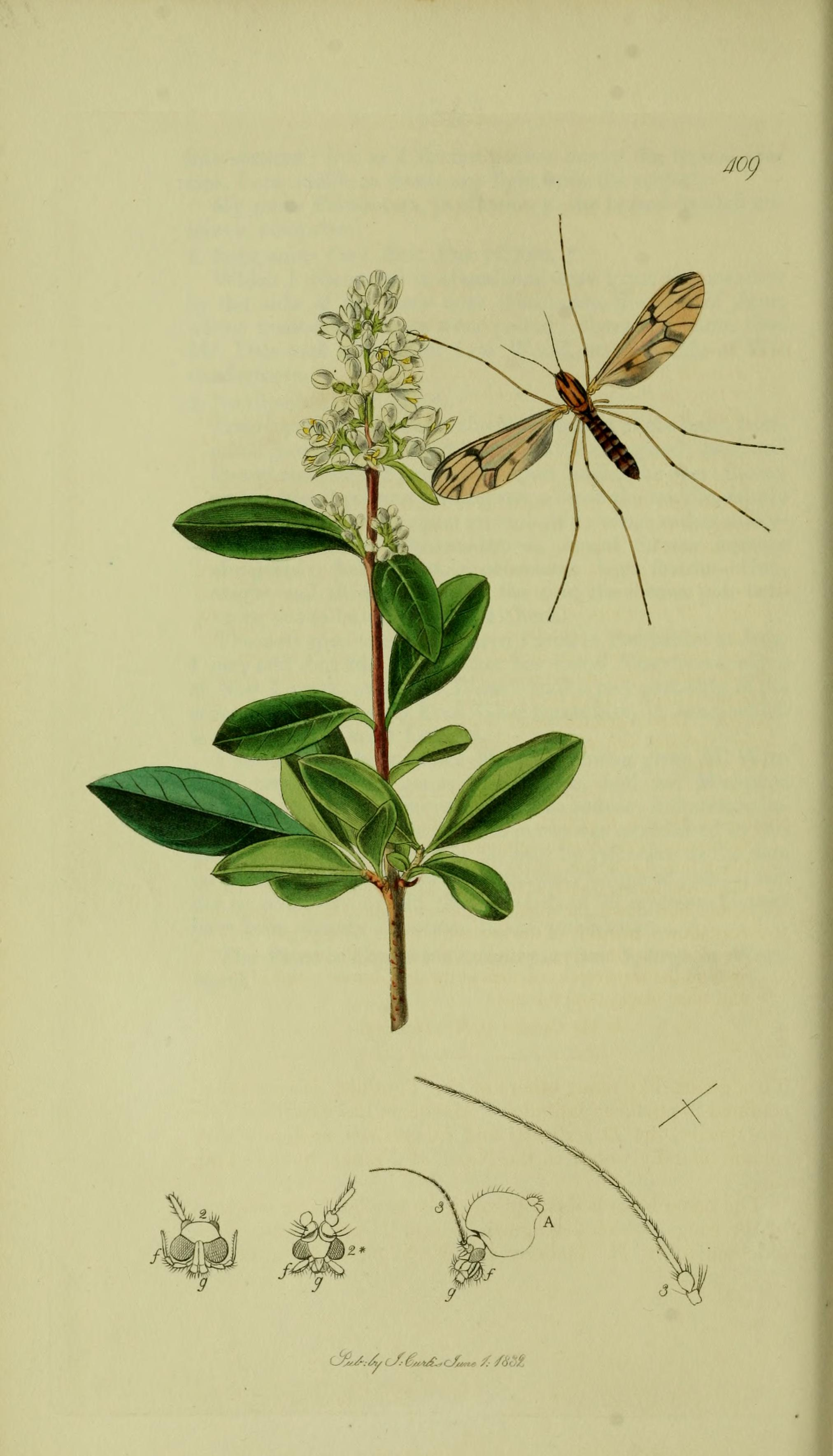
Il·lustració de Dixa nebulosa (any 1836)

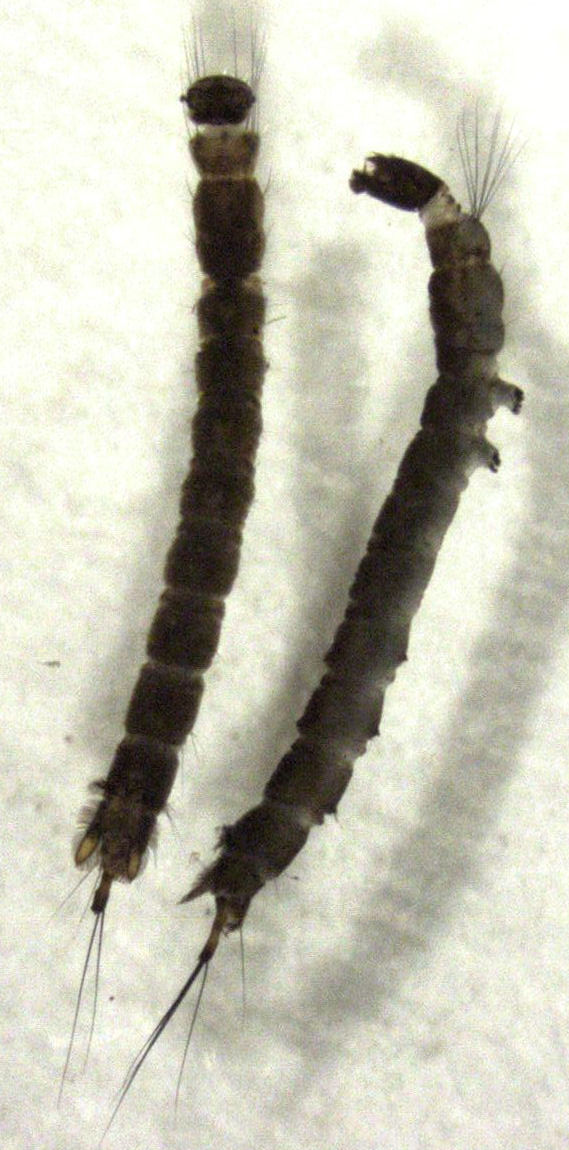
Larves de Dixella sp. capturades en un estany d'Auckland (Nova Zelanda).

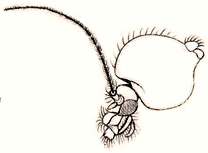
Tòrax i cap de Dixa nebulosa

Els díxids (Dixidae) són una família dípters nematòcers de l'infraordre dels culicomorfs. Les larves viuen en aigües poc contaminades i pengen just a sota de la pel·lícula superficial, generalment entre la vegetació aquàtica dels marges. Es tracta de mosquits no picadors, ja que els adults no s'alimenten. Segons les darreres estimacions conté 9 gèneres i 197 espècies distribuïdes per tot el món

## Descripció
- Les larves tenen un parell de pseudopodis ventrals presents a cadascun dels dos primers segments abdominals, la superfície dorsal de l'abdomen plena de petits denticles (alguns dels quals poden estar disposats en cercles), l'extrem anal del cos amb un sifó prim molt quitinitzat i dues plaques amb franges de pèls a les vores, i l'abdomen acabat en un tub respiratori.[4]
- Pupes sense pupari.
- Els adults són molt petits (entre 4 i 8 mm de llargària corporal); de cos prim i de color groguenc a marró fosc; capsula cefàlica completa i sense retreure's dins del tòrax; ales sense escates, amb pèls dispersos, una longitud de 3-4 mm i amb les venes R2+3 força arquejades; antenes de 14-16 artells i amb pèls dispersos; ulls arrodonits i ben separats; presència de mandíbules amb diverses dents; palps de 3-5 segments; trompa curta; abdomen amb 9 segments i tòrax sense sutura contínua dorsal.[5][6][7][8][9]

## Reproducció
Els mascles formen eixams en la foscor a prop de la vegetació riberenca de rierols i estanys i les femelles hi acudeixen per aparellar-se (la reproducció també pot tindre lloc durant el dia i sense haver de formar eixams). Els ous són dipositats en una massa compacta a la vora de l'aigua.

## Alimentació
Les larves, sapròfagues, mengen algues i petites partícules de detritus. Els adults no s'alimenten.

## Hàbitat
Les larves, aquàtiques, viuen damunt de lloses i d'altres superfícies de roca mare que estan cobertes per una capa prima d'aigua i, en general, entre la vegetació aquàtica. També han estat vistes a les parets laterals de roca que posseeixen les lleres de moltes rieres i rius calcaris.

## Distribució geogràfica
Es troba a tots els continents (llevat de l'Antàrtida): Europa (la Gran Bretanya, Portugal -incloent-hi les illes Açores-, l'Estat espanyol, França -incloent-hi l'illa de Còrsega-, Luxemburg, els Països Baixos, Bèlgica, Alemanya, Eslovàquia, Hongria, Àustria, Suècia, Itàlia -incloent-hi les illes de Sardenya i Sicília-, Grècia i Polònia), Àfrica (les illes Canàries, el Marroc, Algèria, Etiòpia, el Camerun, la República Democràtica del Congo, Zimbàbue, Sud-àfrica i Madagascar), Àsia (Turquia, Israel, Egipte, el Tadjikistan, l'Índia -incloent-hi Assam-, Sri Lanka, el Nepal, el Tibet, la Xina -Zhejiang i Fujian-, Corea del Sud, Corea del Nord, el Japó, Tailàndia, les illes Filipines, Sumatra, Java, Borneo i Bali), Amèrica (els Estats Units -Alaska, Califòrnia, Colorado, Carolina del Nord, Dakota del Sud, Illinois, Ohio, Virgínia, Maryland, Nou Hampshire, Washington, Arizona, Massachusetts, Minnesota, Oregon, Utah, Michigan, Montana, Geòrgia, el districte de Colúmbia, Maine, Nova York, Nova Jersey, Connecticut i Texas-, el Canadà -la Colúmbia Britànica, Ontario i Alberta-, Mèxic, les Antilles, Puerto Rico, la República Dominicana, Jamaica, Costa Rica, Panamà, Hondures, Veneçuela, el Perú, Xile, l'Argentina i el Brasil) i Oceania (Fiji, les illes Hawaii, Salomó, Austràlia -Nova Gal·les del Sud, Victòria i Tasmània- i Nova Zelanda).

### Als Països Catalans
Els díxids més freqüents als rius catalans pertanyen als gèneres Dixa i Dixella, essent-ne el primer el que ha estat capturat en un nombre més gran de rius i rierols.

## Gèneres
- Asiodixa (Papp, 2006)[32]
- Dixa (Meigen, 1818)
- Dixella (Dyar & Shannon, 1924)[33]
- Meringodixa (Nowell, 1951)
  - Meringodixa chalonensis (Nowell, 1951)
- Mesodixa (Belkin, Heinemann & Page, 1970)
  - Mesodixa biambulacra (Belkin, Heinemann & Page, 1971)
- Metadixa (Peters, 1994)
  - Metadixa tritiara (Peters, 1994)
- Neodixa (Tonnoir, 1924)
  - Neodixa minuta (Tonnoir, 1924)
- Nothodixa (Edwards, 1930)[34]
- Eucorethrina †
- Syndixa (Lukashevich, 1996) †[22][35]

## Costums
Les larves solen descansar en forma de "U" a la superfície de l'aigua i neden mitjançant sacsejades de la meitat davantera del cos. Els adults són voladors pobres, es desplacen pel substrat horitzontalment fent ziga-zagues i durant el dia descansen en posició vertical i amb el cap cap amunt. Els mascles no mosseguen i es reuneixen en eixams.

## Observacions
Tenen atorgat un valor molt baix com a bioindicadors de la qualitat de les aigües dels rius on viuen.